# (11509) Терсилох
(11509) Терсилох (лат. Thersilochos) — типичный троянский астероид Юпитера, движущийся в точке Лагранжа L5, в 60° позади планеты. Астероид был открыт 15 ноября 1990 года бельгийским астрономом Эриком Эльстом в обсерватории Ла-Силья и назван в честь одного из защитников Трои.

Орбита астероида Терсилох и его положение в Солнечной системе
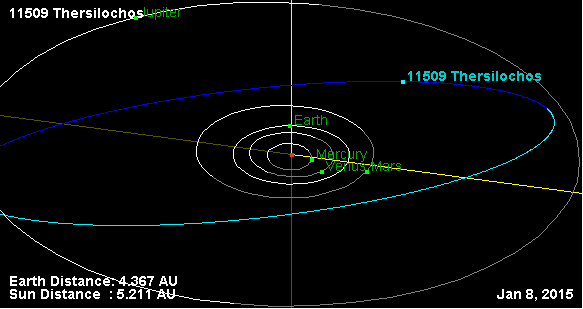
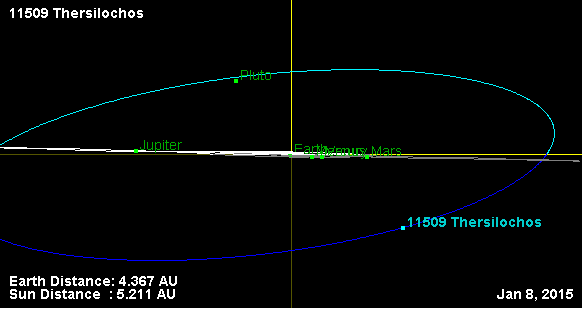

Фотометрические наблюдения, проведённые в 2010 году, позволили получить кривые блеска этого тела, из которых следовало, что период вращения астероида вокруг своей оси равняется 17,367 ± 0,015 часам, с изменением блеска по мере вращения более чем на 0,27 ± 0,01 m.